# Palpopleura deceptor
Palpopleura deceptor – gatunek ważki z rodziny ważkowatych (Libellulidae). Występuje w Afryce Subsaharyjskiej i jest szeroko rozpowszechniony – od Senegambii na wschód po Sudan i Etiopię oraz na południe po północną RPA. Raz stwierdzony w Arabii Saudyjskiej w południowo-zachodniej części Półwyspu Arabskiego. 
W RPA imago lata od grudnia do końca kwietnia. Długość ciała 29–31 mm. Długość tylnego skrzydła 24–24,5 mm.